# Griante

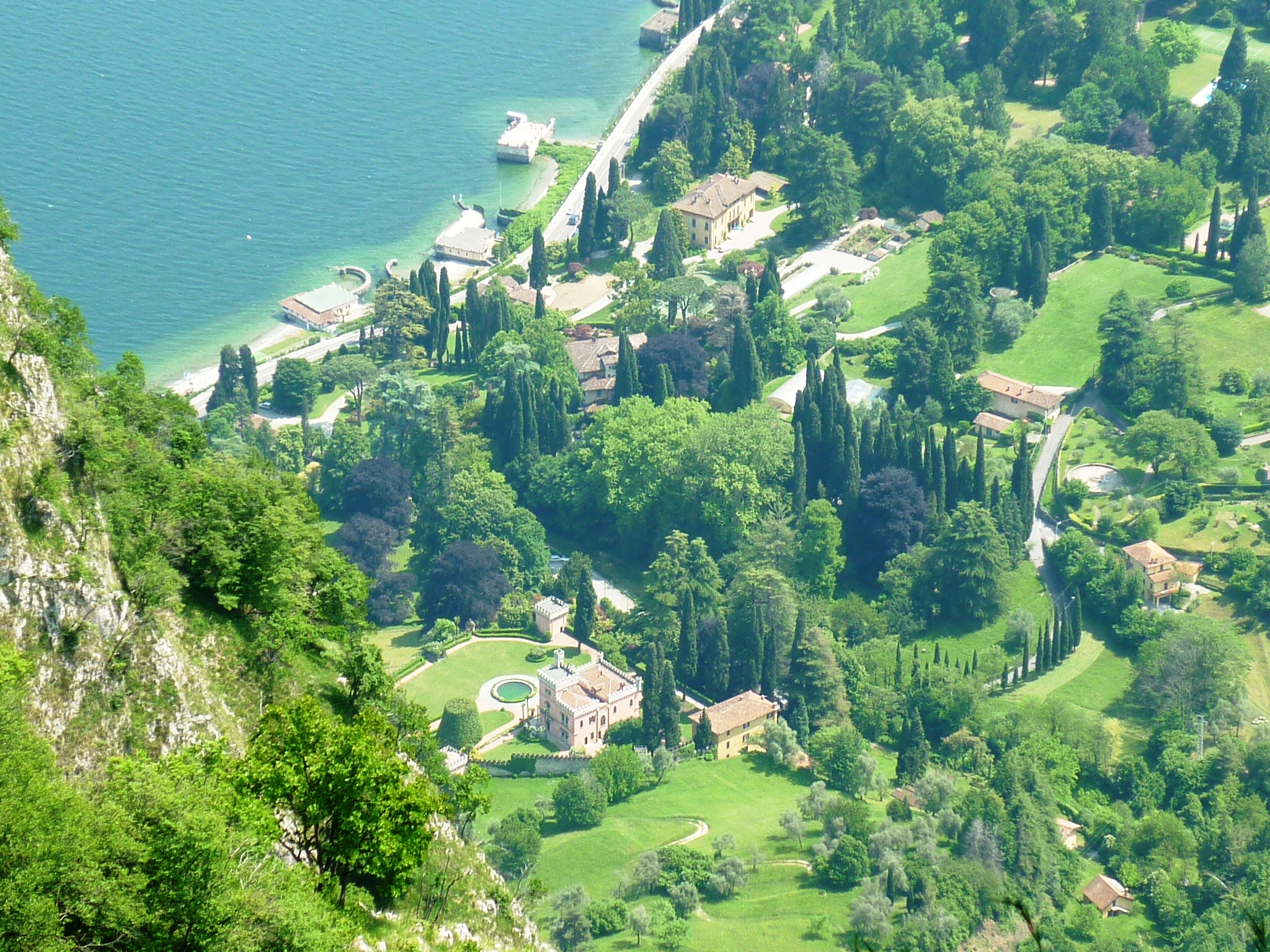
Griante Castello

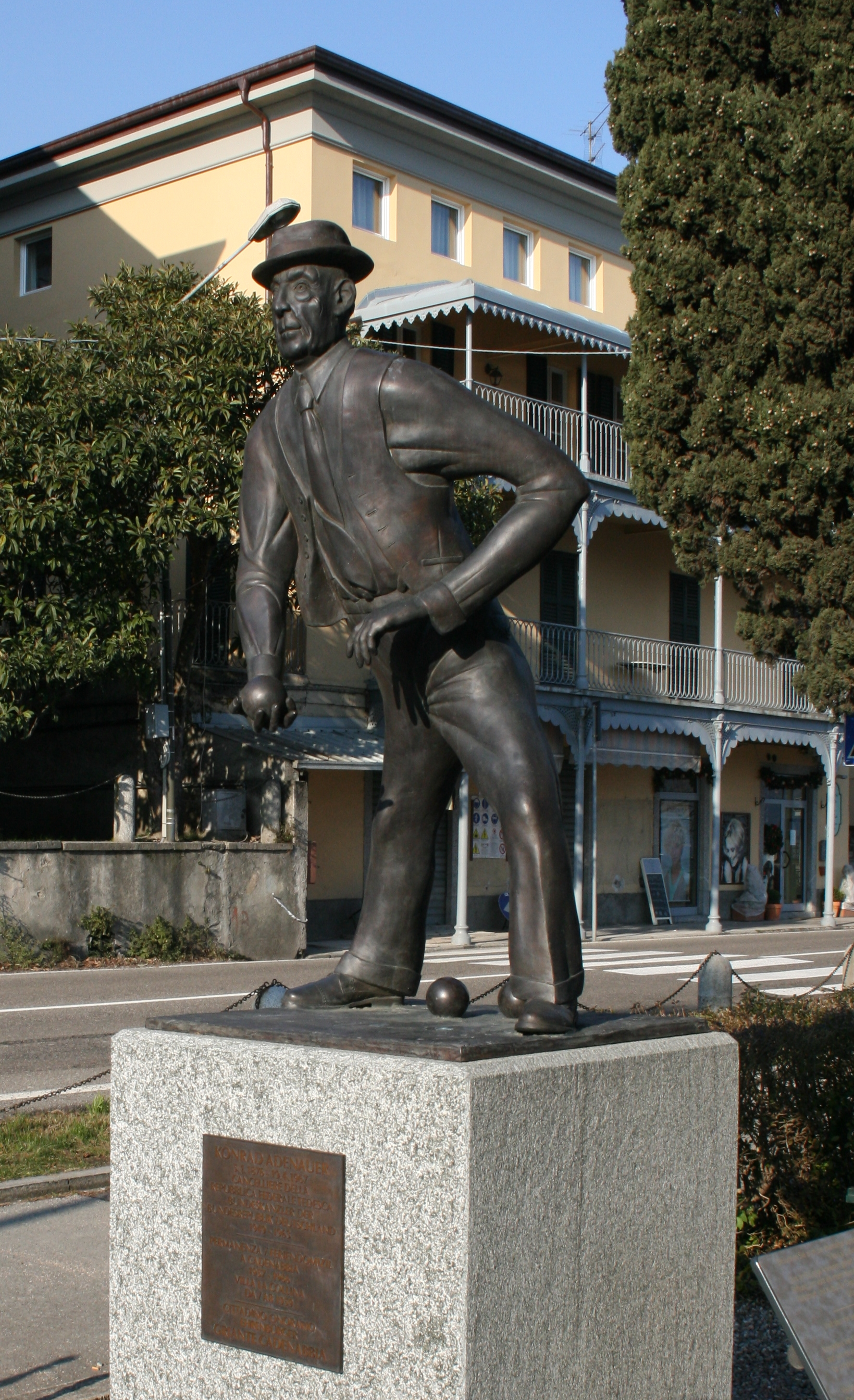
Cadenabbia, Konrad Adenauer Denkmal von Hans Kloss (2007)

Griante ist eine italienische Gemeinde in der Provinz Como, Region Lombardei. Sie gehört zur Comunità Montana del Lario Intelvese. 

## Lage und Einwohner
Griante liegt direkt am Westufer des Comer Sees, rund 32 Straßenkilometer nordöstlich von der Provinzhauptstadt Como, zwischen Menaggio (im Norden) und Tremezzo. Zur Gemeinde gehört das am See liegende touristische Zentrum, der Ortsteil (Fraktion) Cadenabbia. Die Gemeinde hat 578 Einwohner (Stand 31. Dezember 2023)
Die Nachbargemeinden sind Menaggio, Tremezzina und auf der gegenüberliegenden Seeufer Varenna (LC) und Bellagio.

## Geschichte
Der Name Griante soll vom keltischen Griant-tir (Land der Sonne) stammen, was auf eine Gründung im Jahre 500 v. Chr. hinweisen könnte. Goldmünzen und andere Geräte weisen auf römische Bewohner hin. Erstmals urkundlich erwähnt wird die Siedlung 383, als ihm der Bischof von Como Reliquien der Heiligen Nabor und Felix anvertraute, die er vom heiligen Ambrosius erhalten haben soll. Im 15. und 16. Jahrhundert wurde es während der Religionskriege zwischen Spanien und Frankreich um die Vorherrschaft in der Lombardei unter den Streifzügen von Söldnern (Bündner, lutherische Landsknechte) heimgesucht.
Im 19. Jahrhundert haben Reisende, Künstler und Aristokraten den Ort entdeckt. Der französische Schriftsteller Stendhal schildert den Ort in einigen Passagen Der Kartause von Parma. Henry Wadsworth Longfellow widmete Cadenabbia mehrere Gedichte.

## Sehenswürdigkeiten
- Die Pfarrkirche von Griante könnte jene Kirche gewesen sein, die im Jahr 383 erbaut wurde, um Reliquien der Heiligen Nabor und Felix aufzunehmen. Die heutige Kirche stammt aus dem 16. Jahrhundert und enthält ein 1597 von Alessandro Maganza geschaffenes Leinwandgemälde, das die Himmelfahrt Maria darstellt.[2]
- Die Wallfahrtskirche San Martino wurde vermutlich an der Stelle eines römischen Beobachtungsturms errichtet.[3]
- Kirche San Rocco[4]
- Anglikanische Kirche[5]
- Die Villa Collina ist das wohl bekannteste Gebäude in Cadenabbia. Hier, wo sich Ende des 19. Jahrhunderts noch ein mittelalterlicher Turm erhob, verbrachte Konrad Adenauer seine Ferien.[6]
- Villa Maresi[7]
- Villa Margherita[8]
- Villa il Giumello[9]
- Villa Bonaventura, Architekt: Giacomo Mantegazza[10]
- Konrad Adenauer Denkmal.

## Persönlichkeiten
In der Burg von Griante starb 1521 Giovanni del Matto aus Brenzio, der eine Laufbahn als Söldner begann und dann als Seeräuber berüchtigt wurde.
Franz Anton Mainoni aus Griante, erst Mönch in einem Kloster des Bistums Como, trat zur evangelischen Lehre über, floh nach Graubünden und wurde 1695 in die Synode aufgenommen. Über seine Klage auf Herausgabe seines väterlichen Erbes, bei der ihn der Bundestag gegenüber dem spanischen Gesandten Casati kräftig unterstützte, erbost, ließ es die Obrigkeit von Poschiavo geschehen, dass er im April 1696 am Berninapass gefangen und nach Como entführt wurde. Jahrelange Verhandlungen mit dem Bischof von Como und Volksentscheide blieben fruchtlos, und er verschwand in den Kerkern der Inquisition
Der Musikverlag Casa Ricordi besaß dort eine Villa (Villa Margherita), in der Giuseppe Verdi, mehrere Arien aus La traviata komponierte. Königin Victoria, Zar Nikolaus II., Kaiser Wilhelm II., Prinz Umberto von Savoyen verbrachten dort ihre Ferien. Konrad Adenauer verbrachte dort zwischen 1957 und 1966 regelmäßig seinen Urlaub und wurde deshalb zum Ehrenbürger ernannt.

## Bilder

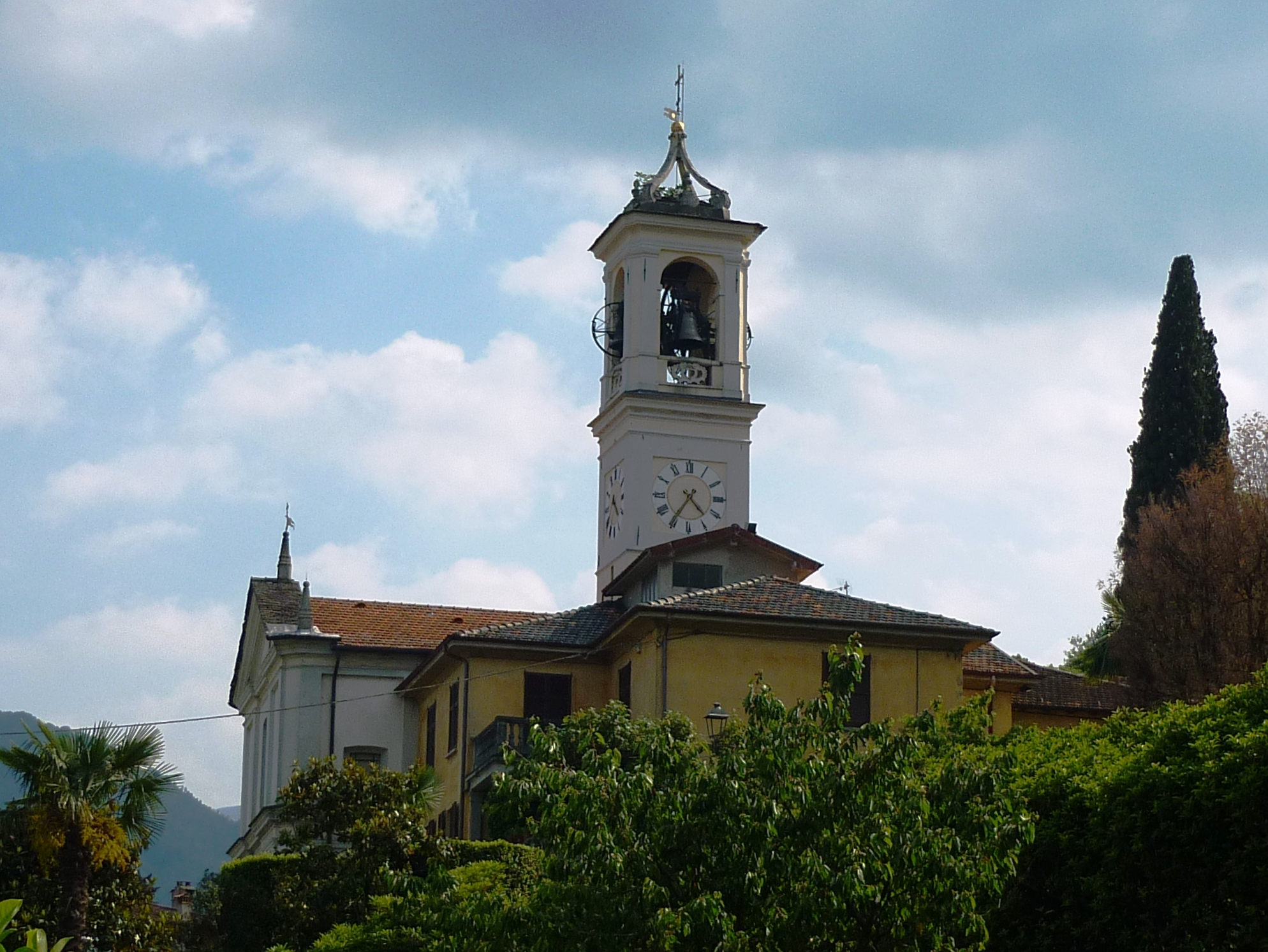
Pfarrkirche Nàbore e Felice
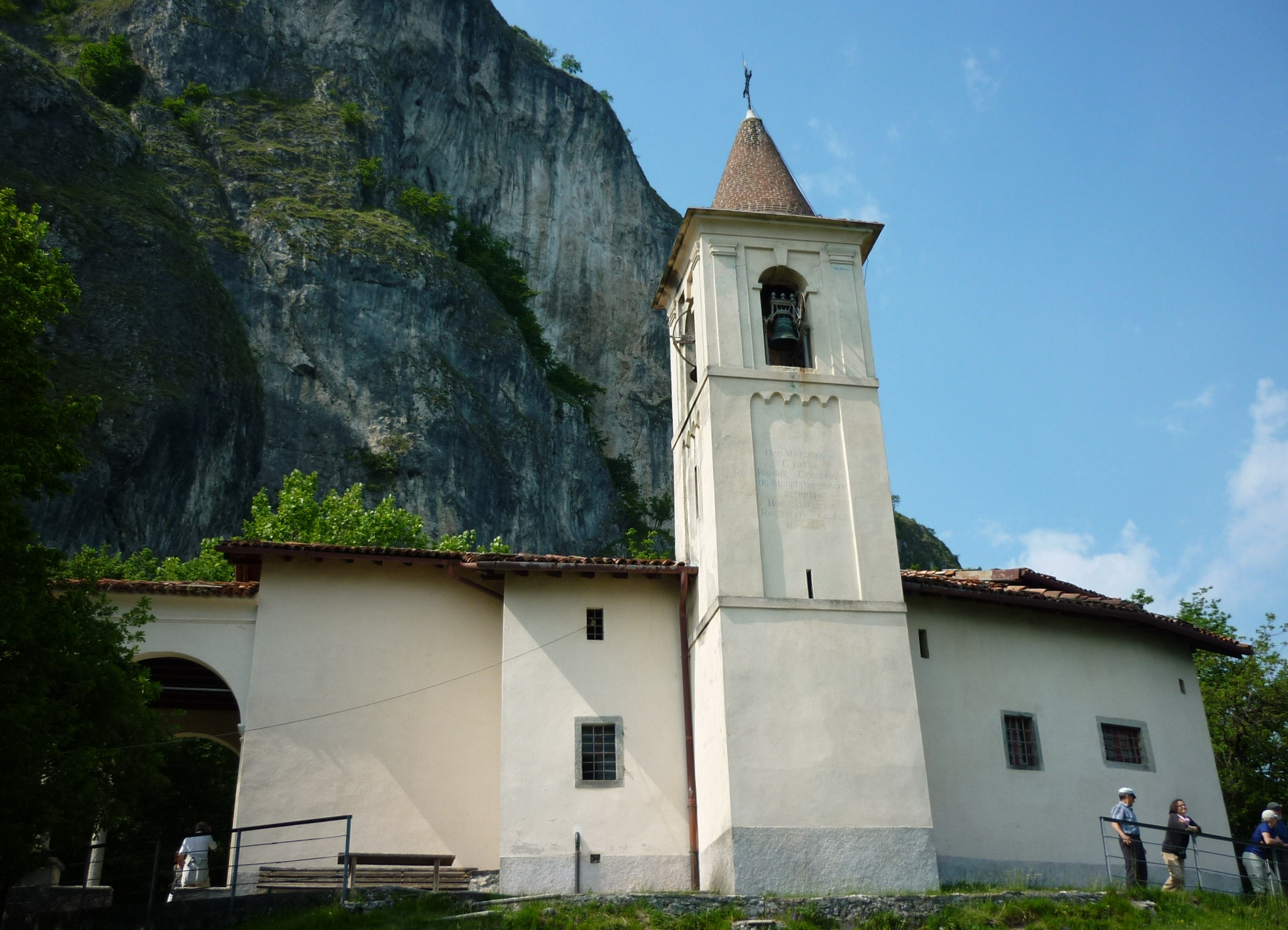
Wallfahrtskirche San Martino
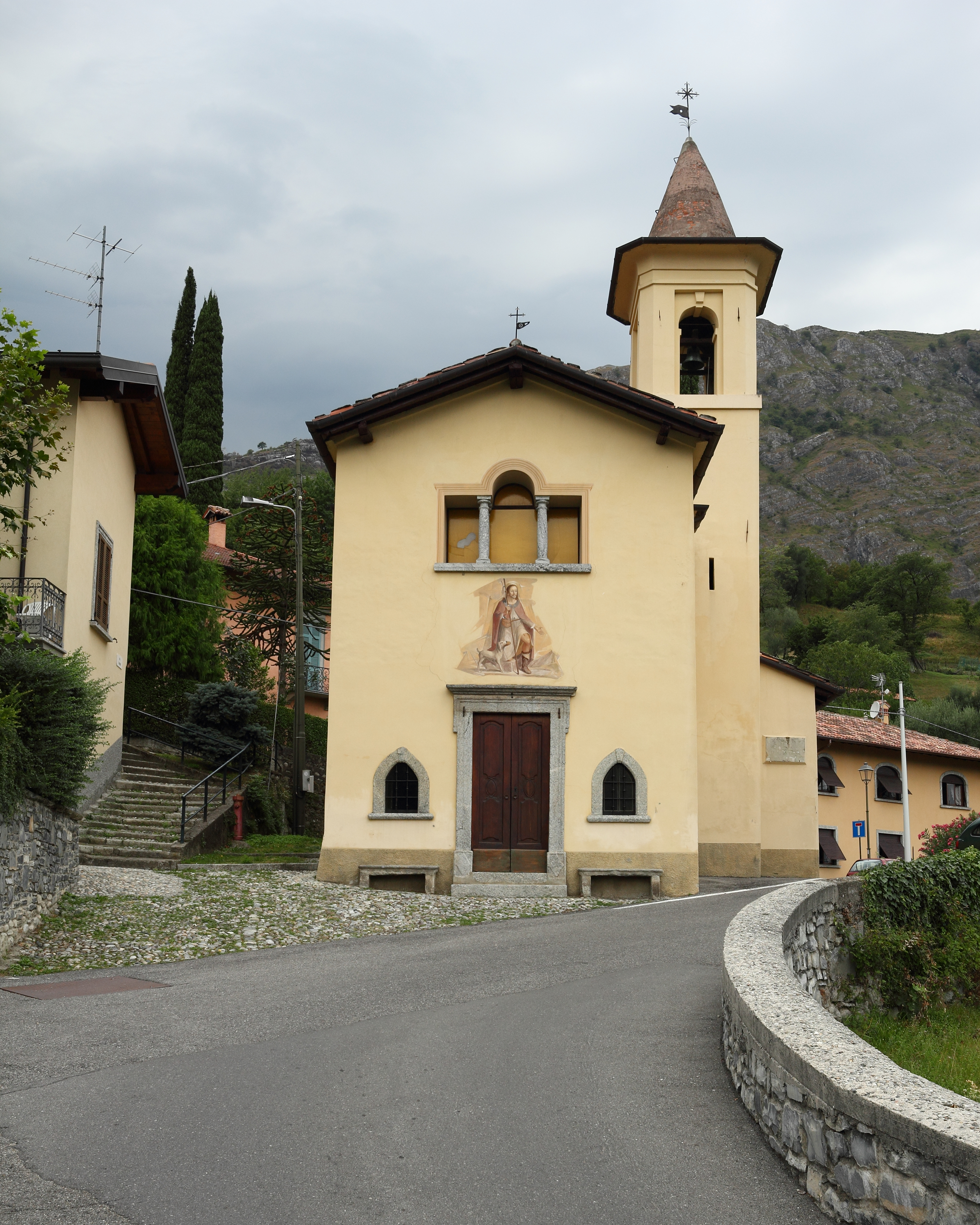
Griante, Kirche San Rocco
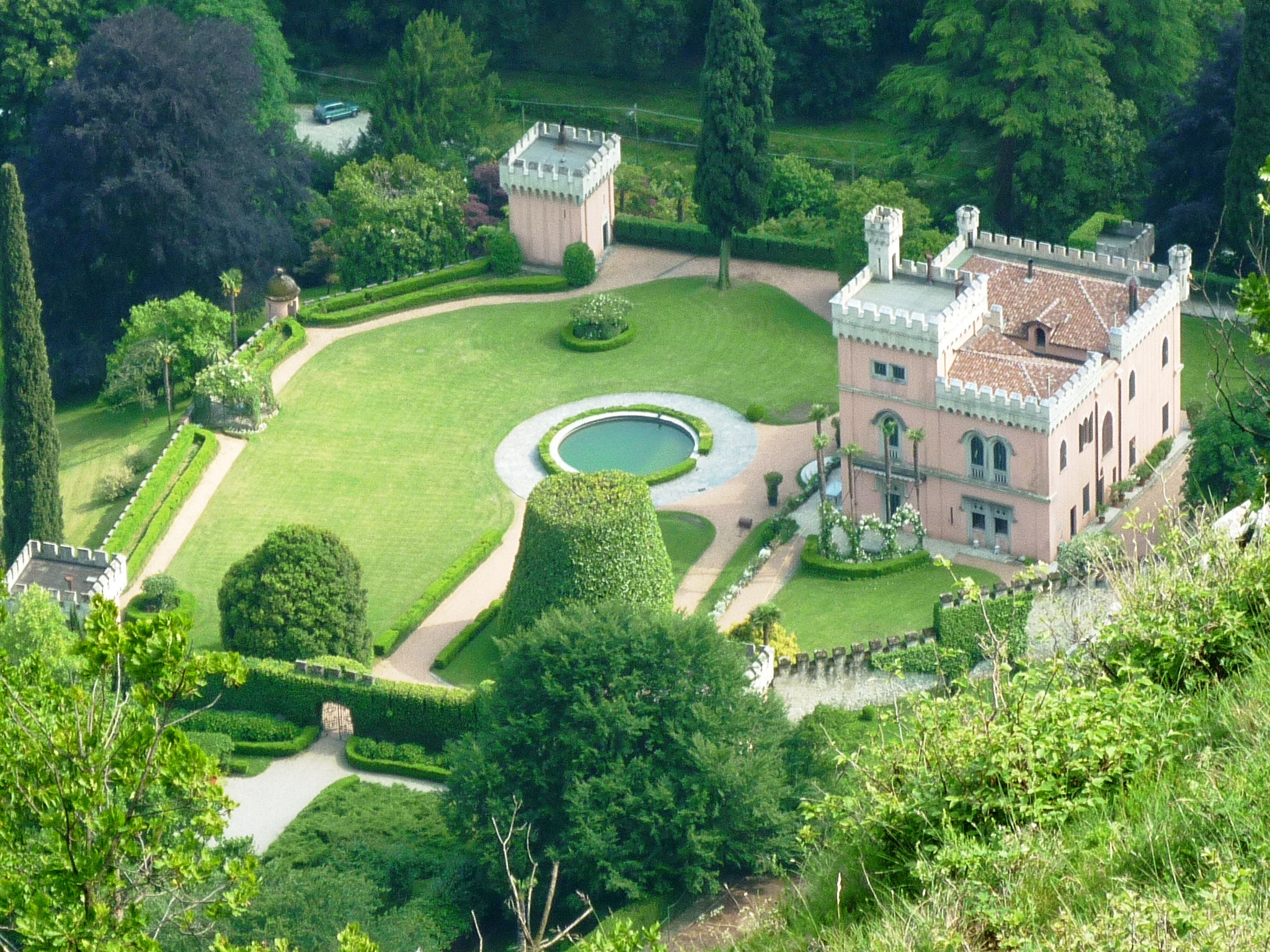
Griante Castello, Villa Maresi
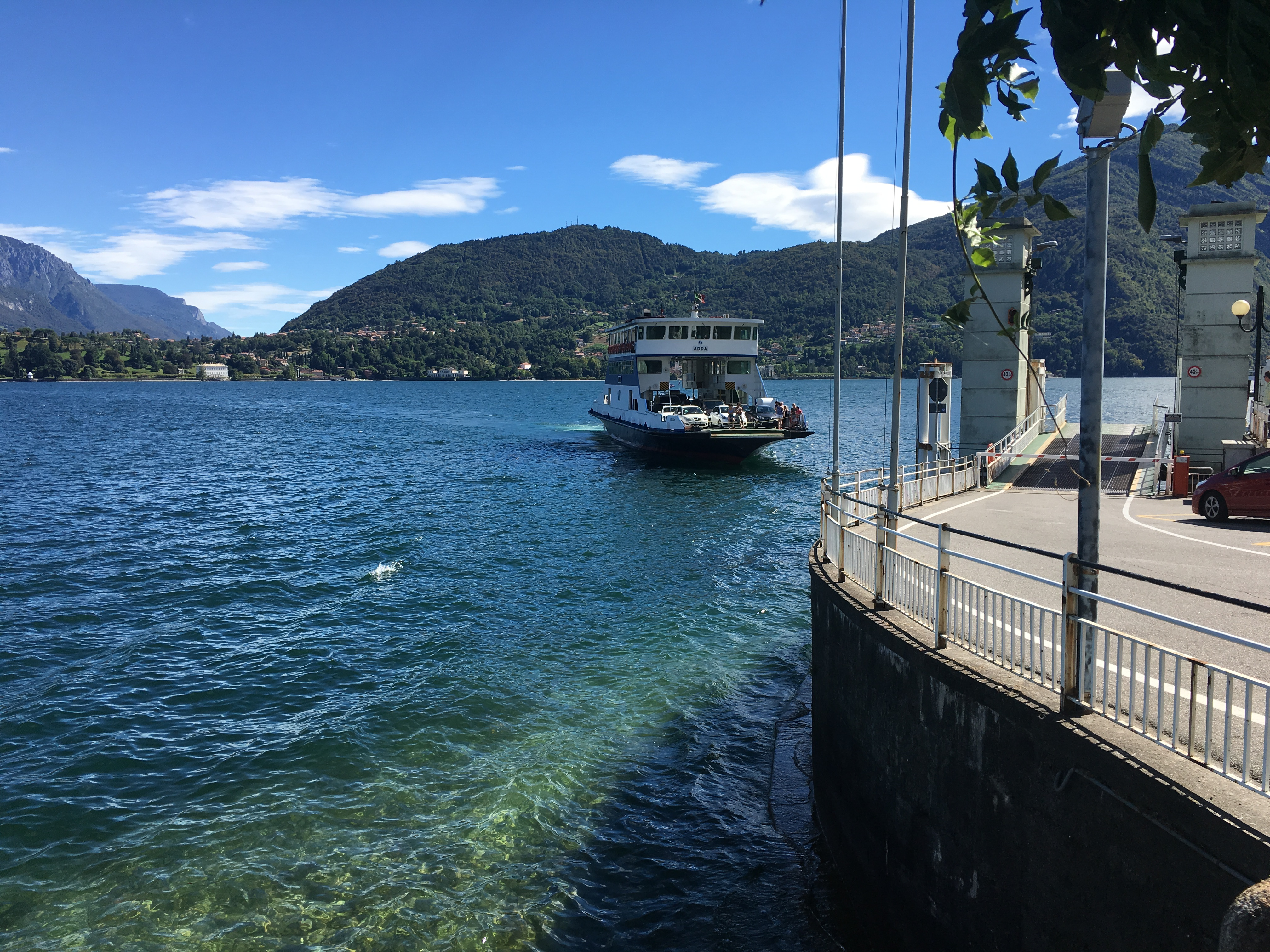
Ankunft einer Fähre in Cadenabbia
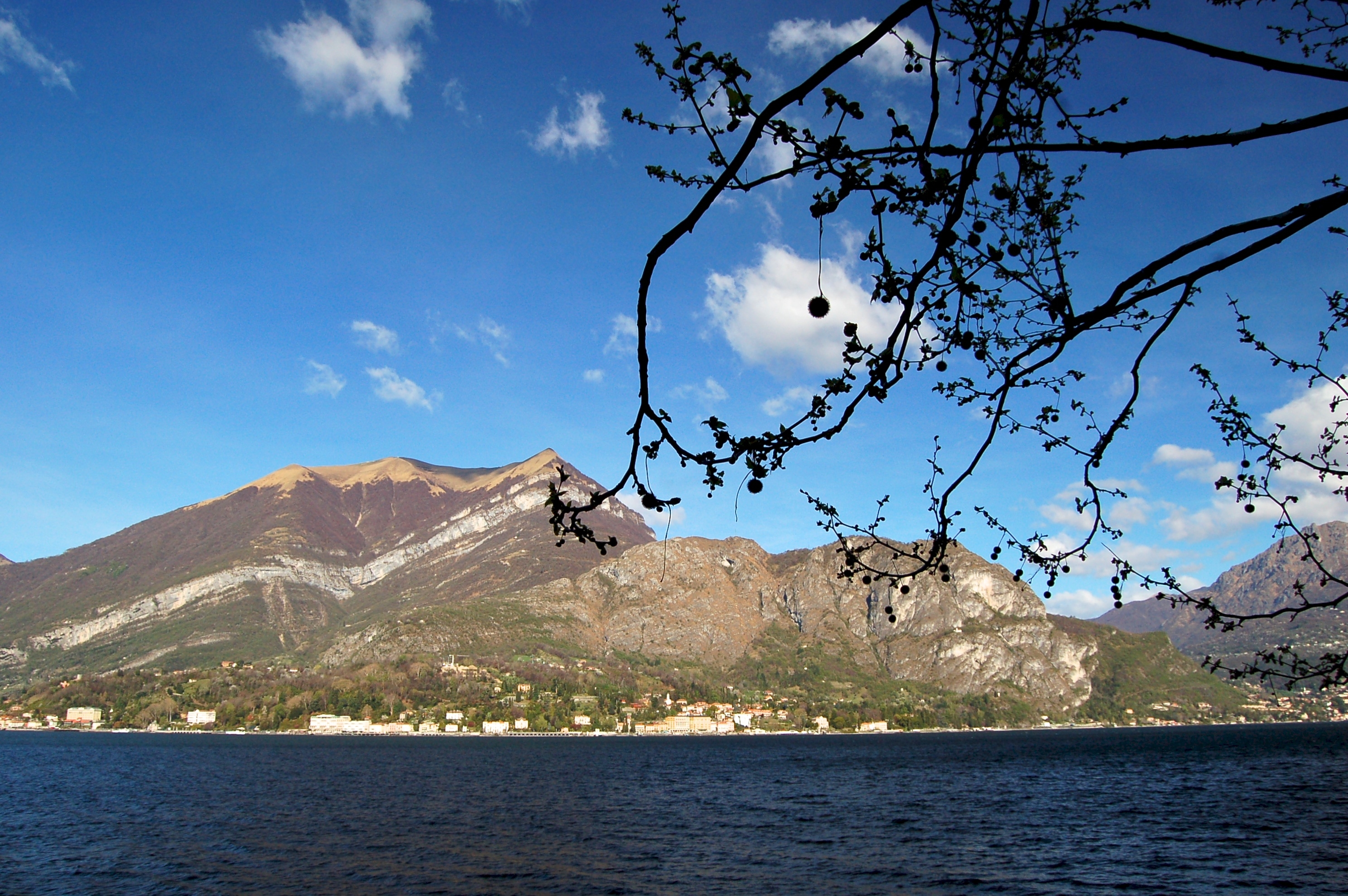
Griante von Bellagio aus gesehen
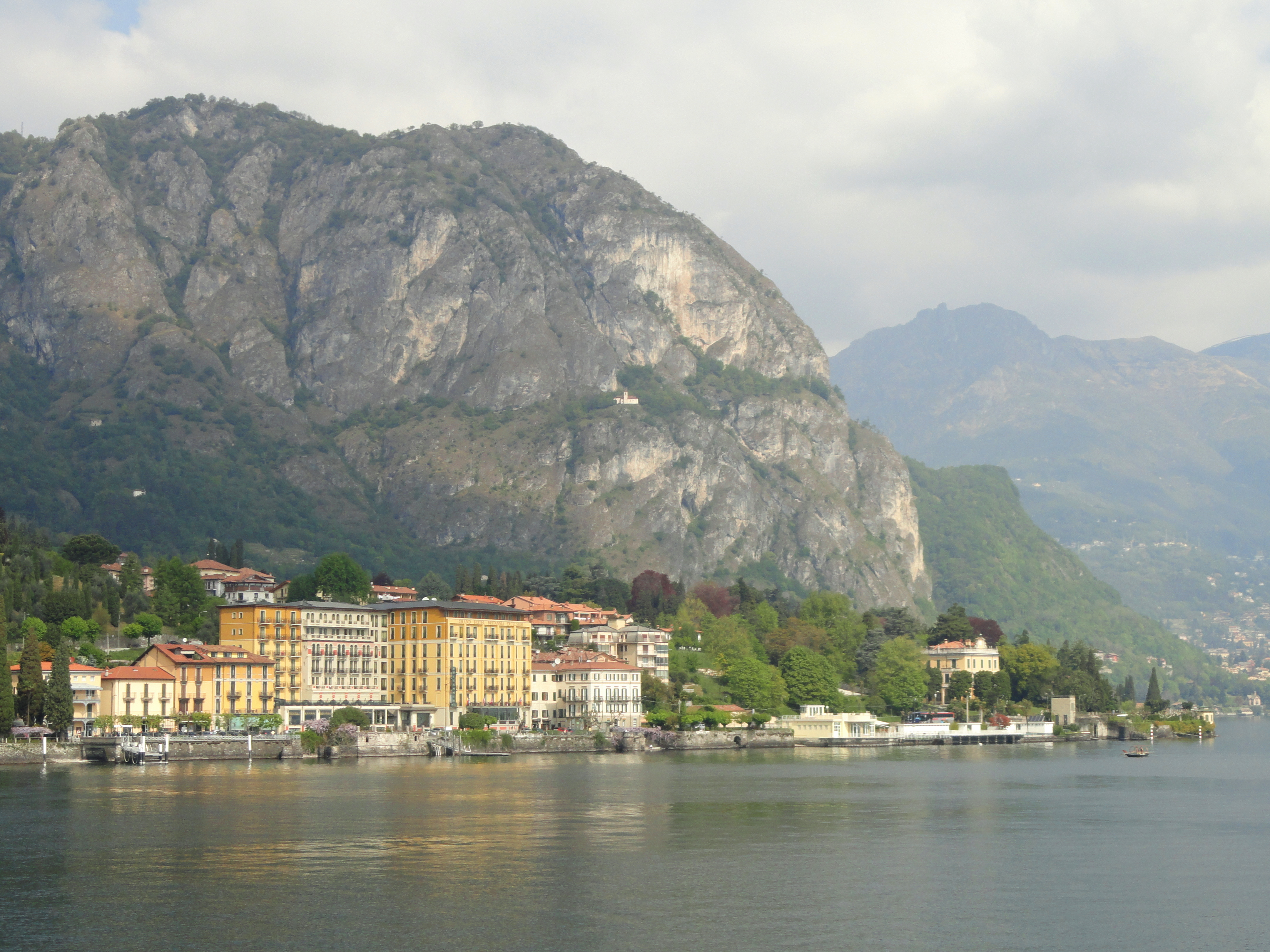
Cadenabbia